# David Kandel

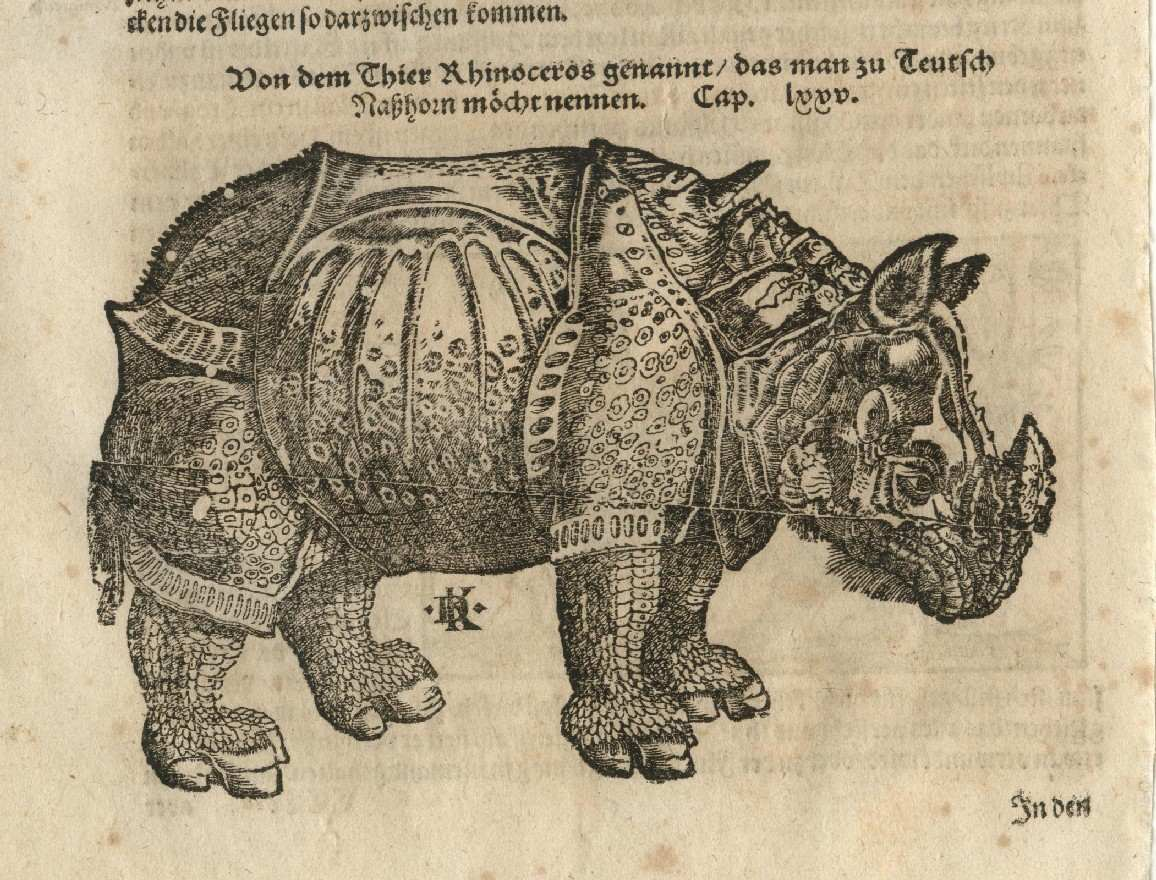
Gravat "Rinoceront" (34 x 20,5 cm.) per David Kandel, a la'obra Cosmographia de Sebastian Münster.

David Kandel (1520 - 1592) fou un artista alemany.
Es desconeixen les dades de la seva biografia. Alguns detalls indiquen que el seu pare era un ciutadà d'Estrasburg. Es va casar el 1554 i va ser propietari d'una casa l'any 1587.
Les seves obres estan constituïdes per un gran nombre de gravats sobre fusta, que representen escenes bíbliques, i d'animals. Els seus rinoceronts figuren a la Cosmographia de Sebastian Münster, obra cèlebre per les seves làmines, és anomenat per la seva semblança amb el Rinoceront de Dürer. La seva contribució més important són els 550 gravats il·lustrant l'obra Kreüterbuch d'Hieronymus Bock (1498-1554).